# Hausen bei Würzburg
Hausen bei Würzburg, Hausen b.Würzburg – miejscowość i gmina w Niemczech, w kraju związkowym Bawaria, w rejencji Dolna Frankonia, w regionie Würzburg, w powiecie Würzburg. Leży około 17 km na północny wschód od Würzburga, przy autostradzie A7 i drodze B19.

## Dzielnice
W skład gminy wchodzą następujące dzielnice: 
- Erbshausen-Sulzwiesen
- Fährbrück
- Hausen
- Jobsthalerhof
- Rieden
- Unterhof

## Demografia
| Rok  | Liczba mieszk. |
| ---- | -------------- |
| 1970 | 1754           |
| 1987 | 1954           |
| 2000 | 2290           |

## Zabytki i atrakcje
- barokowy kościół w dzielnicy Fährbrück, zbudowany w latach 1685 – 1697 przez Antonio Petriniego.

## Oświata
(na 1999)

W gminie znajduje się 124 miejsc przedszkolnych (z 94 dziećmi), szkoła podstawowa i Hauptschule.